# تپه اطراف شهر سوخته ۱۶۶
تپه اطراف شهر سوخته شماره ۱۶۶ مربوط به هزاره دوم و ۳ قبل از میلاد است و در شهرستان زابل، بخش شیب آب، دهستان لوتک، روستای حومه شهر سوخته، ۱۴/۷ کیلومتری شرق پایگاه باستان‌شناسی شهر سوخته واقع شده و این اثر در تاریخ ۲۳ بهمن ۱۳۸۵ با شمارهٔ ثبت ۱۷۳۳۲ به‌عنوان یکی از آثار ملی ایران به ثبت رسیده است.